# Her Own Country
Pour plus de détails, voir Fiche technique et Distribution.
Her Own Country est un film muet américain réalisé par Allan Dwan, sorti en 1912.

## Synopsis
Les Mendez n'ont jamais pu avoir d'enfants. Ils ont recueilli une petite orpheline. Devenue grande, elle reste rebelle aux principes que ses parents adoptifs tentent de lui inculquer. Lorsqu'un lointain cousin, Juan Cortez, leur rend visite, l'idée leur vient de la marier à ce dernier. Elle décide alors de s'enfuir dans le désert...

## Fiche technique
- Titre : Her Own Country
- Réalisation : Allan Dwan
- Société de production : American Film Company
- Société de distribution : Film Supply Company
- Pays de production :   États-Unis
- Langue de tournage : Anglais américain
- Métrage : 306 mètres
- Genre : Film dramatique, Western
- Durée : 10 minutes
- Dates de sortie :
  - États-Unis : 28 novembre 1912
  - Royaume-Uni : 25 janvier 1915

## Distribution
- J. Warren Kerrigan : Charley Dexter
- Jessalyn Van Trump : Señorita Mendez
- Jack Richardson : Juan Cortez
- George Periolat : Señor Mendez
- Louise Lester : Señora Mendez